# Naomi Broady
Naomi Broady (Stockport, 28 februari 1990) is een tennisspeelster uit Groot-Brittannië. Op zevenjarige leeftijd begon zij met het spelen van tennis. Zij speelt rechtshandig en heeft een enkelhandige backhand. In 2007 werd zij de nationaal kampioene van Groot-Brittannië under 18.
Zij is de oudere zus van Liam Broady, tennisser op de ATP-tour.

## Loopbaan

### Enkelspel
Broady debuteerde in 2006 op het ITF-toernooi van Sheffield (Engeland). Zij stond in 2009 voor het eerst in een finale, op het ITF-toernooi van Grenoble (Frankrijk) – hier veroverde zij haar eerste titel, door Française Youlia Fedossova te verslaan. In totaal won zij negen ITF-titels, de laatste in 2016 in Midland (VS).
In 2009 kwalificeerde Broady zich voor het eerst voor een WTA-hoofdtoernooi, in Birmingham. Haar beste resultaat op de WTA-toernooien is het bereiken van de halve finale op het International-niveau, eenmaal op het toernooi van Québec 2015 (waar zij eigenlijk niet door het kwalificatietoernooi was gekomen, maar als lucky loser mocht spelen in de hoofdtabel), en andermaal op het toernooi van Kuala Lumpur 2016 (waar zij de als derde geplaatste Sabine Lisicki versloeg in de kwartfinale).
Haar beste resultaat op de grandslamtoernooien is het bereiken van de tweede ronde. Haar hoogste notering op de WTA-ranglijst is de 76e plaats, die zij bereikte in maart 2016.

### Dubbelspel
Broady behaalde in het dubbelspel betere resultaten dan in het enkelspel. Zij debuteerde in 2006 op het ITF-toernooi van Bath (Engeland), samen met landgenote Stephanie Cornish. Zij stond in 2007 voor het eerst in een finale, op het ITF-toernooi van Redbridge (Engeland), samen met de Poolse Patrycja Sanduska – hier veroverde zij haar eerste titel, door het Nederlandse duo Daniëlle Harmsen en Renée Reinhard te verslaan. Tot op hedenjuni 2020 won zij twintig ITF-titels, de meest recente in 2019 in Cherbourg (Frankrijk).
In 2014 speelde Broady voor het eerst op een WTA-hoofdtoernooi, op het toernooi van Birmingham, samen met landgenote Heather Watson. Zij stond in 2016 voor het eerst in een WTA-finale, op het toernooi van Hongkong, samen met landgenote Heather Watson – zij verloren van de Taiwanese zussen Chan Hao-ching en Chan Yung-jan. In 2018 veroverde Broady haar eerste WTA-titel, op het toernooi van Monterrey, samen met de Spaanse Sara Sorribes Tormo, door het koppel Desirae Krawczyk en Giuliana Olmos te verslaan.
Haar beste resultaat op de grandslamtoernooien is het bereiken van de derde ronde, op Wimbledon 2016, weer samen met Heather Watson. Haar hoogste notering op de WTA-ranglijst is de 56e plaats, die zij bereikte in mei 2017, na het winnen van een $100.000-ITF-toernooi in Trnava (Slowakije).

## Posities op deWTA-ranglijst
Positie per einde seizoen:
| jaar | rang enkelspel | rang dubbelspel |
| ---- | -------------- | --------------- |
| 2006 | 1464           | –               |
| 2007 | 713            | 556             |
| 2008 | 444            | 491             |
| 2009 | 444            | 621             |
| 2010 | 232            | 349             |
| 2011 | 201            | 307             |
| 2012 | 277            | 232             |
| 2013 | 256            | 144             |
| 2014 | 158            | 191             |
| 2015 | 118            | 138             |
| 2016 | 88             | 66              |
| 2017 | 120            | 91              |
| 2018 | 199            | 83              |
| 2019 | 439            | 139             |

## Resultaten grote toernooien
| Legenda | Legenda                          |
| ------- | -------------------------------- |
| g.t.    | geen toernooi gehouden           |
| l.c.    | lagere categorie                 |
| –       | niet deelgenomen                 |
| G       | uitgeschakeld in de groepsfase   |
| 1R      | uitgeschakeld in de eerste ronde |
| 2R      | uitgeschakeld in de tweede ronde |
| 3R      | uitgeschakeld in de derde ronde  |
| 4R      | uitgeschakeld in de vierde ronde |
| KF      | uitgeschakeld in de kwartfinale  |
| HF      | uitgeschakeld in de halve finale |
| F       | de finale verloren               |
| W       | het toernooi gewonnen            |
| w-v     | winst/verlies-balans             |

### Enkelspel
| toernooi            | 2011 | 2012 | 2013 | 2014 | 2015 | 2016 | 2017 | 2018 |
| ------------------- | ---- | ---- | ---- | ---- | ---- | ---- | ---- | ---- |
| grandslamtoernooien |      |      |      |      |      |      |      |      |
| Australian Open     | –    | –    | –    | –    | –    | –    | 1R   | –    |
| Roland Garros       | –    | –    | –    | –    | –    | 1R   | –    | –    |
| Wimbledon           | 1R   | 1R   | –    | 2R   | 1R   | 1R   | 1R   | 1R   |
| US Open             | –    | –    | –    | –    | –    | 2R   | –    | –    |
| Premier Mandatory   |      |      |      |      |      |      |      |      |
| Indian Wells        | –    | –    | –    | –    | –    | –    | –    | –    |
| Miami               | –    | –    | –    | –    | –    | –    | –    | –    |
| Madrid              | –    | –    | –    | –    | –    | –    | –    | –    |
| Peking              | –    | –    | –    | –    | –    | –    | –    | –    |
| Premier Five        |      |      |      |      |      |      |      |      |
| Dubai/Doha          | –    | –    | –    | –    | –    | –    | –    | –    |
| Rome                | –    | –    | –    | –    | –    | –    | –    | –    |
| Montréal/Toronto    | –    | –    | –    | –    | –    | 2R   | –    | –    |
| Cincinnati          | –    | –    | –    | –    | –    | –    | –    | –    |
| Tokio/Wuhan         | –    | –    | –    | –    | –    | –    | –    | –    |
| olympisch           |      |      |      |      |      |      |      |      |
| Olympische Spelen   | g.t. | –    | g.t. | g.t. | g.t. | –    | g.t. | g.t. |
| statistieken        |      |      |      |      |      |      |      |      |
| titels per jaar     | 0    | 0    | 0    | 0    | 0    | 0    | 0    | 0    |
| eindejaarsranking   | 201  | 277  | 256  | 158  | 118  | 88   | 120  | 199  |

### Vrouwendubbelspel
| toernooi        | 2010 | 2011 | 2012 |    | 2014 | 2015 | 2016 | 2017 | 2018 | 2019 |
| --------------- | ---- | ---- | ---- | -- | ---- | ---- | ---- | ---- | ---- | ---- |
| Australian Open | –    | –    | –    | –  | –    | –    | 1R   | 1R   | –    |      |
| Roland Garros   | –    | –    | –    | –  | –    | 1R   | 1R   | 1R   | –    |      |
| Wimbledon       | 1R   | 1R   | 1R   | 1R | 1R   | 3R   | 2R   | 1R   | 1R   |      |
| US Open         | –    | –    | –    | –  | –    | 2R   | 1R   | 2R   | –    |      |

## Palmares
| Legenda                 |
| ----------------------- |
| Grandslamtoernooi       |
| Olympische Spelen       |
| Year-End Championships  |
| Premier Mandatory       |
| Premier Five / WTA 1000 |
| Premier / WTA 500       |
| International / WTA 250 |
| Challenger / WTA 125    |

### WTA-finaleplaatsen enkelspel
geen

### WTA-finaleplaatsen vrouwendubbelspel
| nr.              | finale     | toernooi      | ondergrond | partner             | tegenstandsters                       | score            |         |
| ---------------- | ---------- | ------------- | ---------- | ------------------- | ------------------------------------- | ---------------- | ------- |
| gewonnen finales |            |               |            |                     |                                       |                  |         |
| 1.               | 2018-04-08 | WTA Monterrey | hardcourt  | Sara Sorribes Tormo | Desirae Krawczyk Giuliana Olmos       | 3-6, 6-4, [10-8] | details |
| verloren finales |            |               |            |                     |                                       |                  |         |
| 1.               | 2016-10-16 | WTA Hongkong  | hardcourt  | Heather Watson      | Chan Hao-ching Chan Yung-jan          | 3-6, 1-6         | details |
| 2.               | 2017-11-19 | WTA Taipei    | tapijt (i) | Monique Adamczak    | Veronika Koedermetova Aryna Sabalenka | 6-2, 6-7, [6-10] | details |
| 3.               | 2018-04-22 | WTA Zhengzhou | hardcourt  | Yanina Wickmayer    | Duan Yingying Wang Yafan              | 6-7, 3-6         | details |